# Verstehen
Verstehen (de l'alemany, literalment «entendre»), en el context de la filosofia alemanya i de les ciències socials en general, s'ha utilitzat des de finals del segle xix amb el sentit particular de l'examen «interpretatiu o participatiu» de fenòmens socials. El terme està estretament relacionat amb el treball del sociòleg alemany Max Weber, l'antipositivisme del qual va establir una alternativa al positivisme sociològic i al determinisme econòmic anteriors, arrelat en l'anàlisi de l'acció social.
En antropologia, Verstehen ha arribat a significar un procés interpretatiu sistemàtic en el qual un observador extern d'una cultura intenta relacionar-s'hi i entendre els altres.
Verstehen es veu ara com un concepte i un mètode central per al rebuig de la ciència social positivista (tot i que Weber semblava pensar que els dos podrien estar units). Verstehen es refereix a entendre el significat de l'acció des del punt de vista de l'actor. És entrar en la pell de l'altre, i adoptar aquesta posició de recerca requereix tractar l'actor com un subjecte, més que com un objecte de les pròpies observacions. També implica que, a diferència dels objectes del món natural, els actors humans no són simplement el producte de les forces externes. Es veu que els individus creen el món organitzant la seva pròpia comprensió i donant-li sentit. Fer recerca sobre els actors sense tenir en compte els significats que atribueixen a les seves accions o entorn és tractar-los com a objectes.

## Significat
La «sociologia interpretativa» és l'estudi de la societat que es concentra en els significats que les persones associen al seu món social. La sociologia interpretativa s'esforça per demostrar que la realitat la construeixen les mateixes persones en la seva vida quotidiana.
Verstehen es tradueix aproximadament com a «comprensió significativa» o «posar-se a la pell dels altres per veure les coses des de la seva perspectiva». La sociologia interpretativa es diferencia de la sociologia positivista en tres aspectes:
1. Tracta del significat atribuït a l'acció, a diferència de la sociologia positivista que se centra en el comportament;
2. Veu que la realitat és construïda per persones, a diferència de la sociologia positivista que veu una realitat objectiva «allà fora»; i
3. Es basa en dades qualitatives, a diferència de la sociologia positivista que tendeix a fer ús de dades quantitatives.

## Dilthey i l'hermenèutica
Verstehen va ser introduït en la filosofia i les ciències humanes (Geisteswissenschaften) pel filòsof historiador alemany Johann Gustav Droysen. Droysen va fer per primera vegada una distinció entre natura i història en termes de categories d'espai i temps. El mètode de les ciències naturals (Naturwissenschaften) és l'explicació (Erklären), mentre que el de la història és la comprensió (Verstehen).
El concepte de Verstehen va ser utilitzat posteriorment pel filòsof alemany Wilhelm Dilthey per descriure la perspectiva participativa en primera persona que tenen els agents sobre la seva experiència individual així com la seva cultura, història i societat. En aquest sentit, es desenvolupa en el context de la teoria i la pràctica de la interpretació (tal com s'entenen en el context de l'hermenèutica) i es contrasta amb la perspectiva de l'explicació en tercera persona objectivadora externa (das Erklären) en la qual l'agència humana, la subjectivitat, i els seus productes s'analitzen com a efectes de forces naturals impersonals en les ciències naturals i les estructures socials en sociologia.
Filòsofs del segle xx com Martin Heidegger i Hans-Georg Gadamer s'han mostrat crítics amb el que consideraven el personatge romàntic i subjectiu de Verstehen a Dilthey, encara que tant Dilthey com els heideggeristes primerencs estaven interessats en la «facticitat» i «context de la vida» de la comprensió, i va intentar universalitzar-lo com la forma en què els humans existeixen a través del llenguatge sobre la base de l'ontologia. Verstehen també va tenir un paper en l'anàlisi del «món de la vida» d'Edmund Husserl i Alfred Schütz. Jürgen Habermas i Karl-Otto Apel van transformar encara més el concepte de Verstehen, reformulant-lo a partir d'una filosofia transcendental-pragmàtica del llenguatge i la teoria de l'acció comunicativa.

## Weber i les ciències socials
Max Weber i Georg Simmel van introduir la comprensió interpretativa (Verstehen) a la sociologia, on ha arribat a significar un procés interpretatiu sistemàtic en què un observador extern d'una cultura (com un antropòleg o un sociòleg) es relaciona amb un poble indígena o subgrup cultural en els seus propis termes i des del seu propi punt de vista, en lloc d'interpretar-los en termes de la pròpia cultura de l'observador. Verstehen pot significar una mena de comprensió empàtica o participativa dels fenòmens socials. En termes antropològics, això es descriu de vegades com a relativisme cultural, especialment per aquells que tenen tendència a argumentar cap als ideals universals. En sociologia és un aspecte de l'enfocament històric comparat, on el context d'una societat com la «França» del segle xii pot ser potencialment millor entès pel sociòleg (alemany: Besserverstehen) que no pas per les persones que viuen en un poble de la Borgonya. Es relaciona amb com les persones a la vida donen sentit al món social que els envolta i com el científic social accedeix i avalua aquesta «perspectiva en primera persona». Aquest concepte ha estat alhora ampliat i criticat pels científics socials posteriors. Els defensors lloen aquest concepte com l'únic mitjà pel qual els investigadors d'una cultura poden examinar i explicar els comportaments d'una altra. Si bé l'exercici de Verstehen ha estat més popular entre els científics socials a Europa, com Jürgen Habermas, Verstehen va ser introduït a la pràctica de la sociologia als Estats Units d'Amèrica per Talcott Parsons, un sociòleg estatunidenc influenciat per Max Weber. Parsons va utilitzar el seu funcionalisme estructural per incorporar aquest concepte a la seva obra de 1937, The Structure of Social Action.
Weber tenia creences més específiques que Marx on va valorar la comprensió i el significat dels elements clau, no només amb la intuïció o la simpatia amb l'individu, sinó també el producte d'una «investigació sistemàtica i rigorosa». L'objectiu és identificar les accions humanes i interpretar-les com a esdeveniments observables que ens fan creure que no només proporciona una bona explicació per a les accions individuals sinó també per a les interaccions grupals. El significat que s'adjunta ha d'incloure limitacions i analitzar la motivació per a l'acció. Weber creia que això dona al sociòleg un avantatge sobre un científic natural perquè «Podem aconseguir alguna cosa que mai ha sigut possible en les ciències naturals, és a dir, la comprensió subjectiva de l'acció dels individus components».

## Crítiques
Els crítics del concepte científic social de Verstehen, com Mikhail Bakhtin i Dean MacCannell, contesten que és simplement impossible que una persona nascuda d'una cultura entengui completament una altra cultura, i que és arrogant i presumpte intentar interpretar-ne la importància dels símbols d'una cultura a través dels termes d'una altra cultura (suposadament superior). Així com en la ciència física tot el coneixement és asimptòtic a l'explicació completa, un alt grau de comprensió intercultural és molt valuós. El contrari de Verstehen semblaria ser el desconeixement de tot menys allò que és immediatament observable, és a dir, que no podríem entendre cap temps i lloc que no sigui el nostre. Tanmateix, és necessari un cert nivell de comprensió interpretativa per al nostre propi entorn cultural, i es pot argumentar fàcilment que fins i tot el participant complet d'una cultura no l'entén completament en tots els aspectes.
Els crítics també creuen que la feina del sociòleg és no només observar les persones i el que fan les persones, sinó també compartir el seu món de significats i arribar a apreciar per què actuen com ho fan. Els pensaments i sentiments subjectius considerats biaix en les ciències són un aspecte important que cal controlar mentre es fa una investigació sociològica.